# Dollendorfer Straße 15 (Bonn)

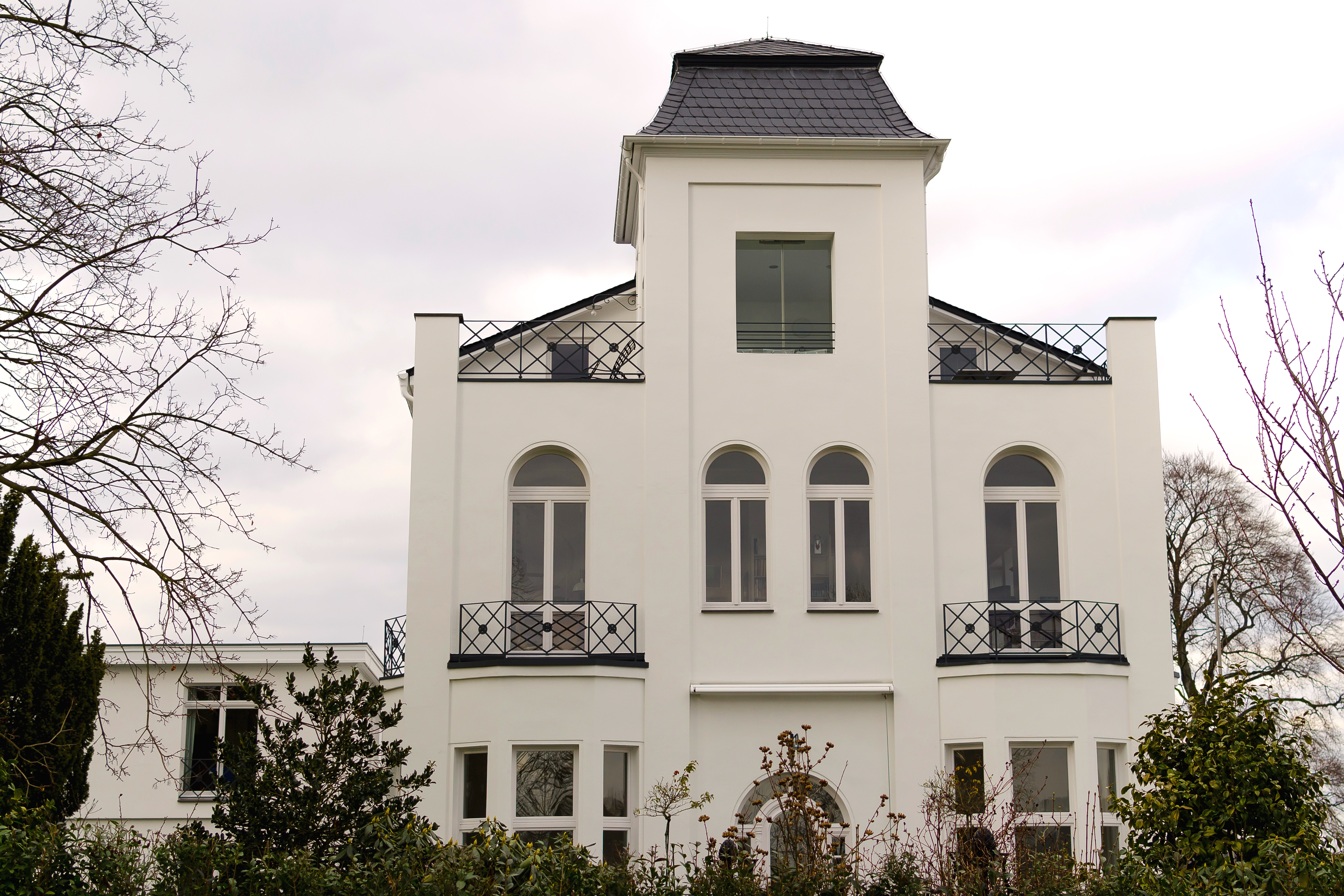
Villa Dollendorfer Straße 15, Südseite (2013)

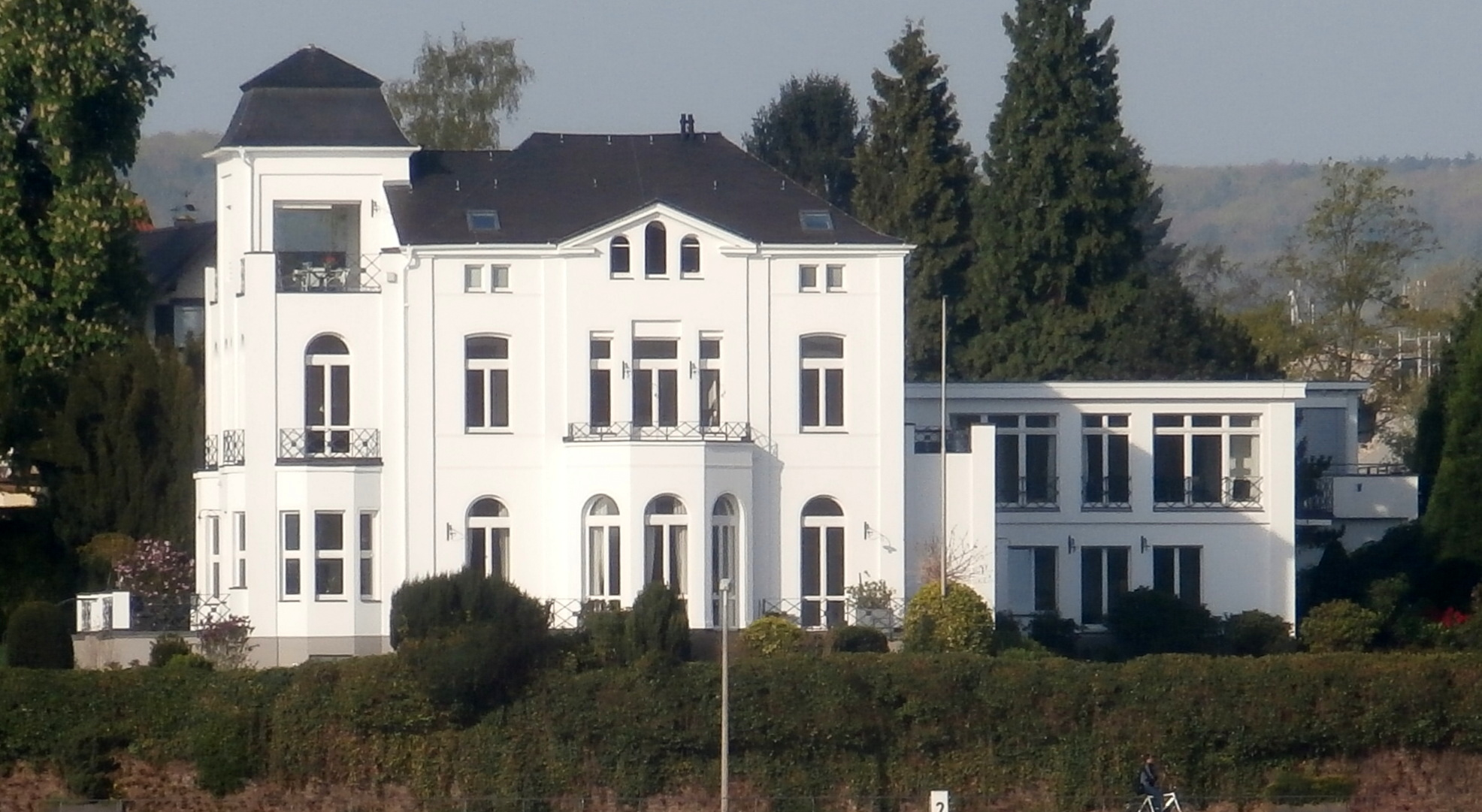
Ansicht vom gegenüberliegenden Rheinufer (2014)

Das Gebäude Dollendorfer Straße 15 (auch Villa Cleff genannt) ist eine klassizistische Villa in Plittersdorf, einem Ortsteil des Bonner Stadtbezirks Bad Godesberg. Sie liegt oberhalb des Rheinufers (Von-Sandt-Ufer). Die Villa steht als Baudenkmal unter Denkmalschutz.

## Geschichte
Da die Bauakten erst nach dem Zeitpunkt der Errichtung der Villa einsetzen, liegen keine Nachweise zu dem entwerfenden Architekten und dem Bauherren vor. 1894 wurde sie – im Rahmen eines Bauantrages für eine Veranda – erstmals auf Bauzeichnungen dargestellt. Seinerzeit war die Villa im Besitz des Kölner Kaufmanns Friedrich Philipp Cleff und diente auch in nachfolgenden Jahren als dessen Sommerwohnsitz. 1912 wurde das Gartenhaus zu einem Pferdestall umgebaut. Unter einem neuen Eigentümer, dem Hüttendirektor F. Berg, erfolgten 1919 nach Plänen des Godesberger Architekten Willy Maß umfassende Um- und Anbauten: Die inzwischen geschlossene Veranda im Süden wurde um ein Voll- und Mansardgeschoss aufgestockt, wobei die Villa in der Mittelachse einen Turm erhielt. Im Norden entstand zur Aufnahme eines neuen Entrees unter Abbruch der vormaligen Eingangstreppe ein eingeschossiger Vorbau. Die Gesamtanlage wurde um einen Gartenpavillon und ein Pförtnerhaus inkl. Garage erweitert.
Um 1937 beherbergte die Villa eine private, staatlich anerkannte Industrieschule, in der unter anderem Paramenten gestickt wurden. Aus diesem Jahr ist die Genehmigung des Landeskonservators zur Schaffung von Rundbogenfenstern bekannt. 1951 erwarb die Republik Portugal die Villa, um dort Kanzlei und Residenz ihrer Gesandtschaft (ab 1956 Botschaft) in der Bundesrepublik Deutschland einzurichten (→ Liste der diplomatischen Vertretungen). Die Kanzlei war in dem Anbau von 1919 untergebracht, spätestens 1974 wurde sie innerhalb von Bad Godesberg in ein Bürogebäude verlegt. 1999 zog die Botschaft im Zuge der Verlegung des Regierungssitzes nach Berlin um. Die Villa ging am 28. Juni 2002 mit einer 9000 m² großen Parkanlage durch Versteigerung in Privatbesitz über. In der Folge sollte sie in drei Eigentumswohnungen aufgeteilt werden. Bis 2007 waren auf dem Grundstück weitere Gebäude entstanden.
Im Garten der Villa befand sich ein anlässlich der Kölner Werkbundausstellung 1914 nach einem Entwurf des Architekten Hans Schumacher geschaffener und später vom seinerzeitigen Hauseigentümer erworbener Zierbrunnen, der 1937 abgebaut, der Stadt geschenkt und an der Ecke Beethovenallee/Denglerstraße im Godesberger Villenviertel wiederaufgestellt wurde sowie heute unter Denkmalschutz steht. (→ Bübchenbrunnen)